# Resolutie 83 Veiligheidsraad Verenigde Naties
Resolutie 83 van de Veiligheidsraad van de Verenigde Naties van
27 juni 1950 werd aangenomen met zeven stemmen
tegen één (Joegoslavië). Twee leden, Egypte en India,
onthielden zich. De Sovjet-Unie was niet aanwezig.

## Achtergrond
Op 25 juni was het communistische Noord-Korea Zuid-Korea
binnengevallen en veroverde het grotendeels in de volgende dagen.
Diezelfde dag had de VN-Veiligheidsraad in resolutie 82 Noord-Korea opgeroepen de vijandelijkheden te staken en zich terug te trekken.

## Inhoud
De Veiligheidsraad bepaalde dat de militaire aanval van Noord-Korea op de Republiek (Zuid-)Korea een inbreuk was op de vrede. Er werd om een onmiddellijk einde aan de vijandelijkheden gevraagd. De Veiligheidsraad vroeg Noord-Korea zich terug te trekken tot de 38ste breedtegraad. De Veiligheidsraad had ook het rapport van de VN-Commissie in Korea gezien, dat meldde dat aan het stoppen van de vijandelijkheden noch de terugtrekking was voldaan en dat er dringend militaire maatregelen nodig waren om de internationale vrede en veiligheid te herstellen.
De Veiligheidsraad had de oproep van de Republiek Korea aan de VN gehoord voor onmiddellijke effectieve stappen om de vrede en de veiligheid te vrijwaren. De lidstaten van de Verenigde Naties werden aangespoord de Republiek Korea te helpen de aanval af te weren en de internationale vrede en veiligheid in de regio te herstellen.

## Verwante resoluties
- Resolutie 82 Veiligheidsraad Verenigde Naties vroeg Noord-Korea zich terug te trekken.
- Resolutie 84 Veiligheidsraad Verenigde Naties vroeg de leden Zuid-Korea onder Amerikaans commando militair te steunen.
- Resolutie 85 Veiligheidsraad Verenigde Naties vroeg noodhulp voor de Koreaanse bevolking.
- Resolutie 88 Veiligheidsraad Verenigde Naties vroeg Chinese vertegenwoordiging bij de discussie over een rapport van het commando.

Lijst ·  79 ·  80 ·  81 ·  82 ·  83 ·  84 ·  85 ·  86 ·  87 ·  88 ·  89